# Avortement en Estonie
L'avortement en Estonie est légal depuis le 23 novembre 1955, lorsque l'Estonie fait partie de l'Union soviétique. L'Estonie a affiné sa législation après le rétablissement de l'indépendance. La mifépristone (avortement médicamenteux) est disponible depuis 2003.

## Conditions
L'Estonie autorise l'avortement à la demande à quelque fin que ce soit, avant la fin de la 11e semaine de grossesse. Les avortements ultérieurs sont autorisés jusqu'à la 21e semaine incluse si la femme a moins de 15 ans ou plus de 45 ans, si la grossesse met en danger la santé de la femme, si l'enfant peut avoir une déficience physique ou mentale grave, ou si la maladie de la femme ou un autre problème médical entrave le développement de l'enfant.
Les femmes qui souhaitent se faire avorter pour des raisons personnelles non spécifiées dans la législation sur l'avortement devront payer des frais selon le prix du prestataire d'avortement. L'avortement pratiqué pour des raisons médicales est couvert pour les assurés par le Fonds estonien d'assurance maladie.

## Statistiques
En 2006, 38,7 % des grossesses se terminent par un avortement, une baisse par rapport aux 49,4 % six ans auparavant.
En 2010, il y a 9 087 avortements en Estonie, soit 57,4 avortements pour cent naissances vivantes. Toujours en 2010, le taux d'avortement est de 25,5 pour 1 000 femmes.